# 義渡
義渡即免費的渡船服務，分為官設和民設兩種，台灣的義渡以民設義渡佔最多。官設義渡由官府設立，民設義渡則由地方仕紳集資負擔渡船及船工之費用。台灣因地形狹長且中部有中央山脈，河流多半短而湍急，難以人為橫渡。因此地方初闢、造橋工藝不發達時，只能以小舟或竹筏等作為載運旅客渡過河川的交通工具。台灣早年交通不發達，這項措施讓旅客方便來往，在某些臨河地區的交通扮演重要角色。

## 義渡之分布

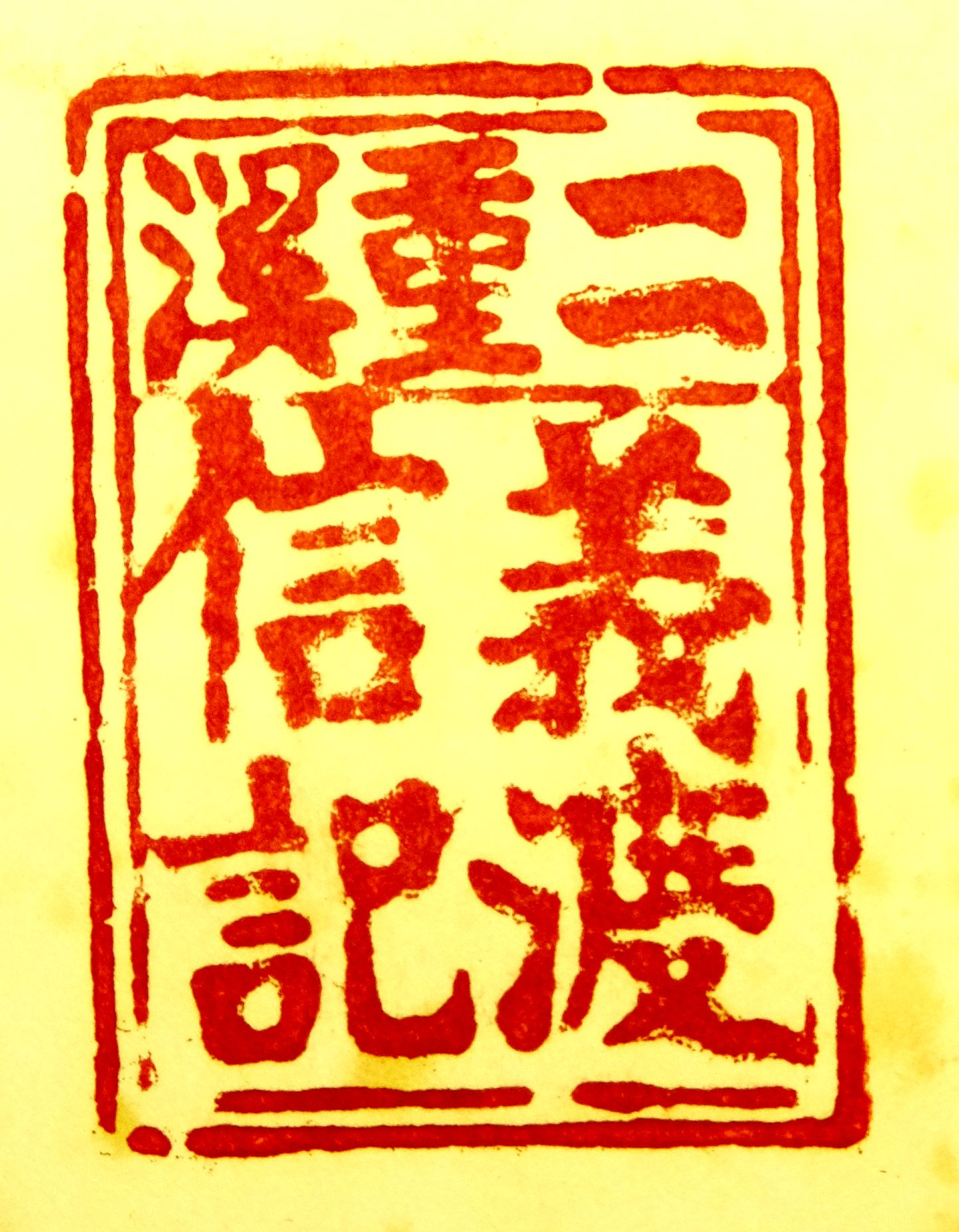
阿里港二重溪義渡信記。

台灣較重要的義渡包括：
- 永濟義渡：位在南投縣名間鄉與竹山鎮之間。1879年（光緒5年）設置，1934年（昭和9年）集集吊橋竣工後廢止。

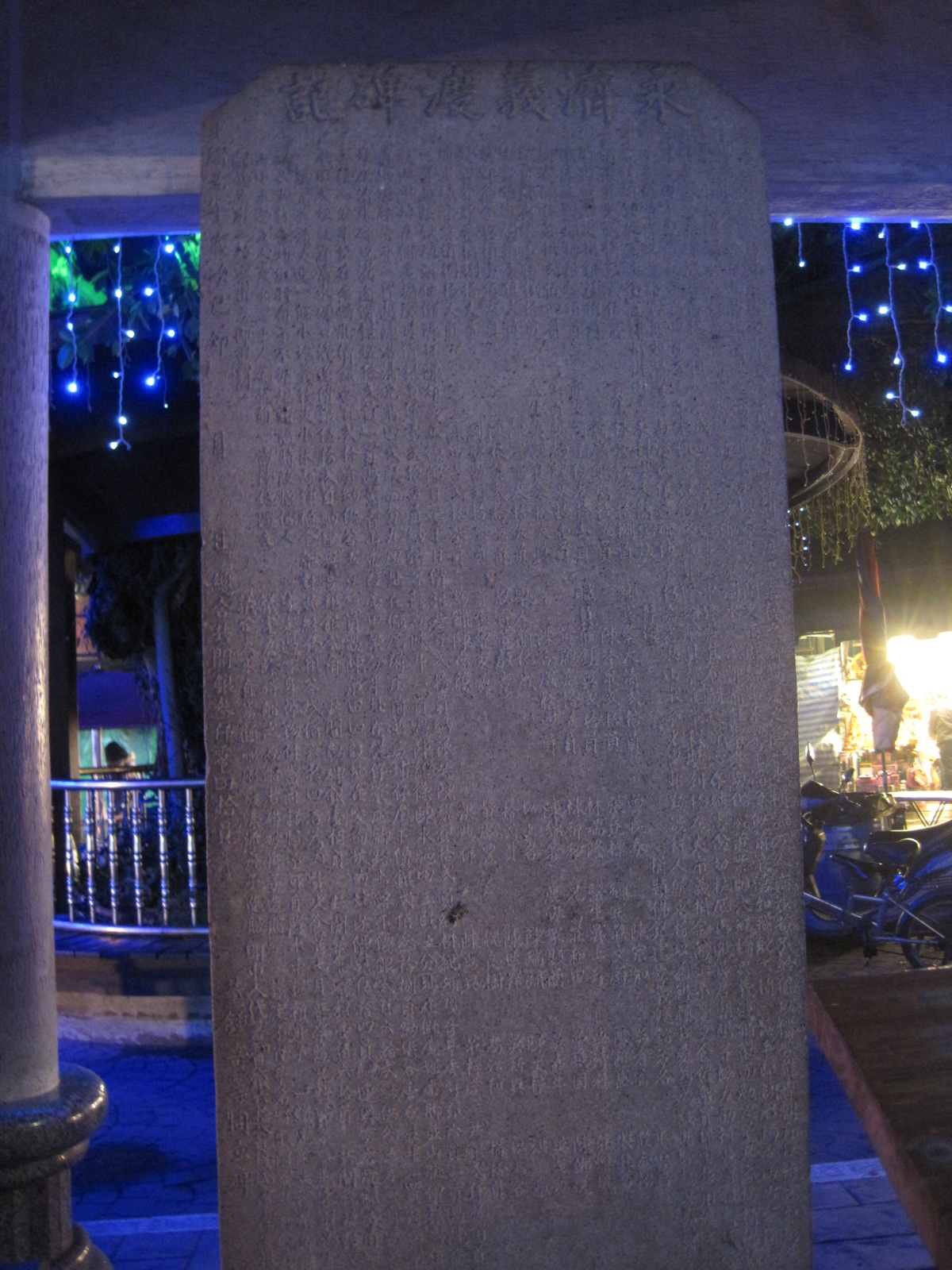
社寮紫南宮的永濟義渡碑。

- 長濟義渡：位在南投縣集集鎮與草嶺腳下。西元1892年（光緒18年）設置。

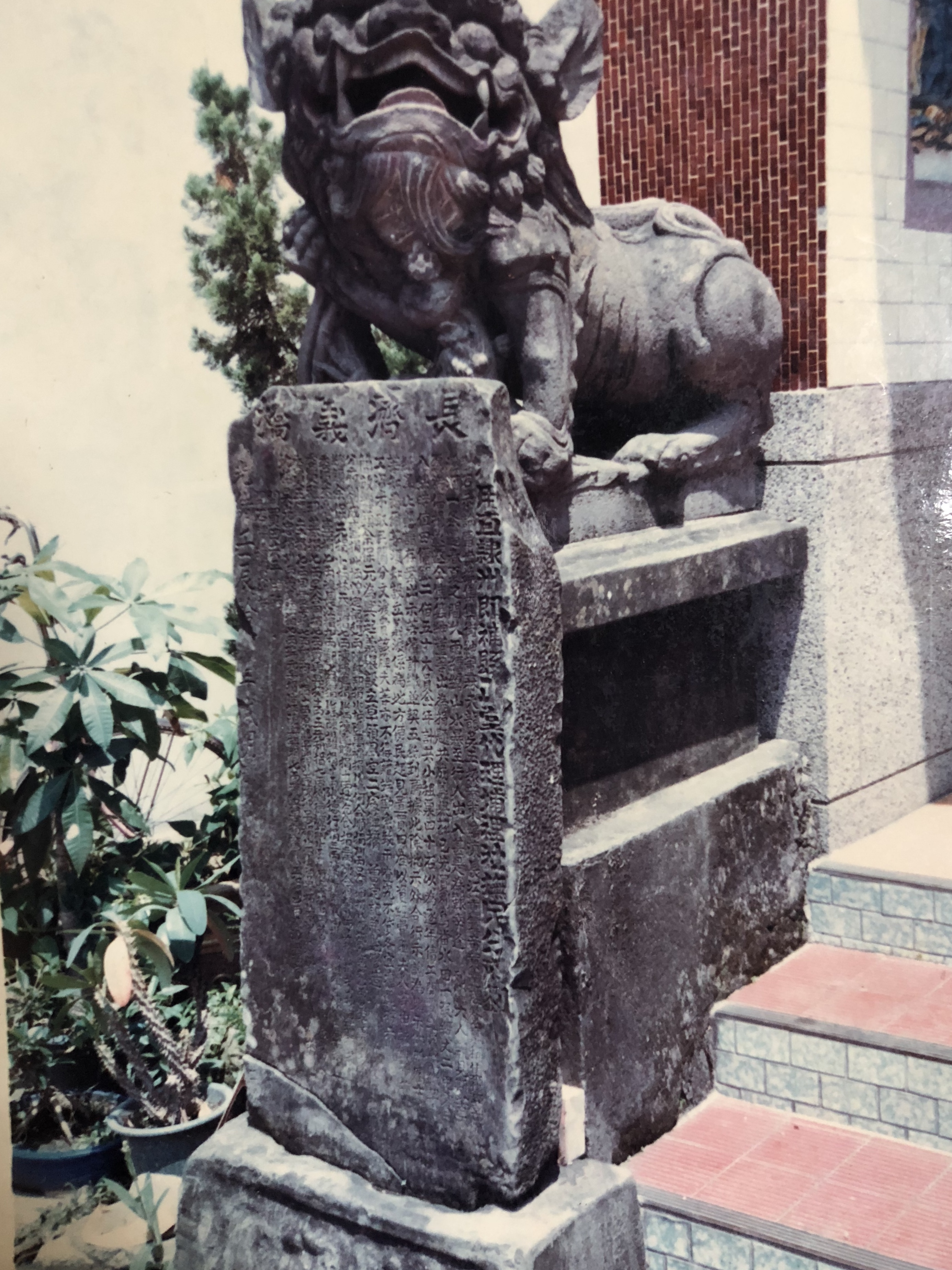
集集廣盛宮的長濟義橋碑。

- 中港溪官義渡：中港溪首先於1787年（乾隆52年）設置官義渡，但因管理鬆散而被土豪劣紳把持，動輒強收渡資或扣留旅客行李和財物，常引起民怨。1836年（道光16年）擔任淡水同知的婁雲，於巡視地方訪查民怨後，認為中港溪、大甲溪、房裡溪等六條溪流應設置義渡。婁雲和地方仕紳共捐出九千元購置田地，以便收取穀租支應義渡所需費用。不足之費用則以充公田地之穀租加以補充。1837年（道光17年）中港溪官義渡正式成立，長年設大小渡船共兩艘及渡夫六名，並於渡口設碑，刻有官義渡設置緣起及維運章程。此官義渡在日治時期仍沿用，直到1961年（民國50年）才停用。

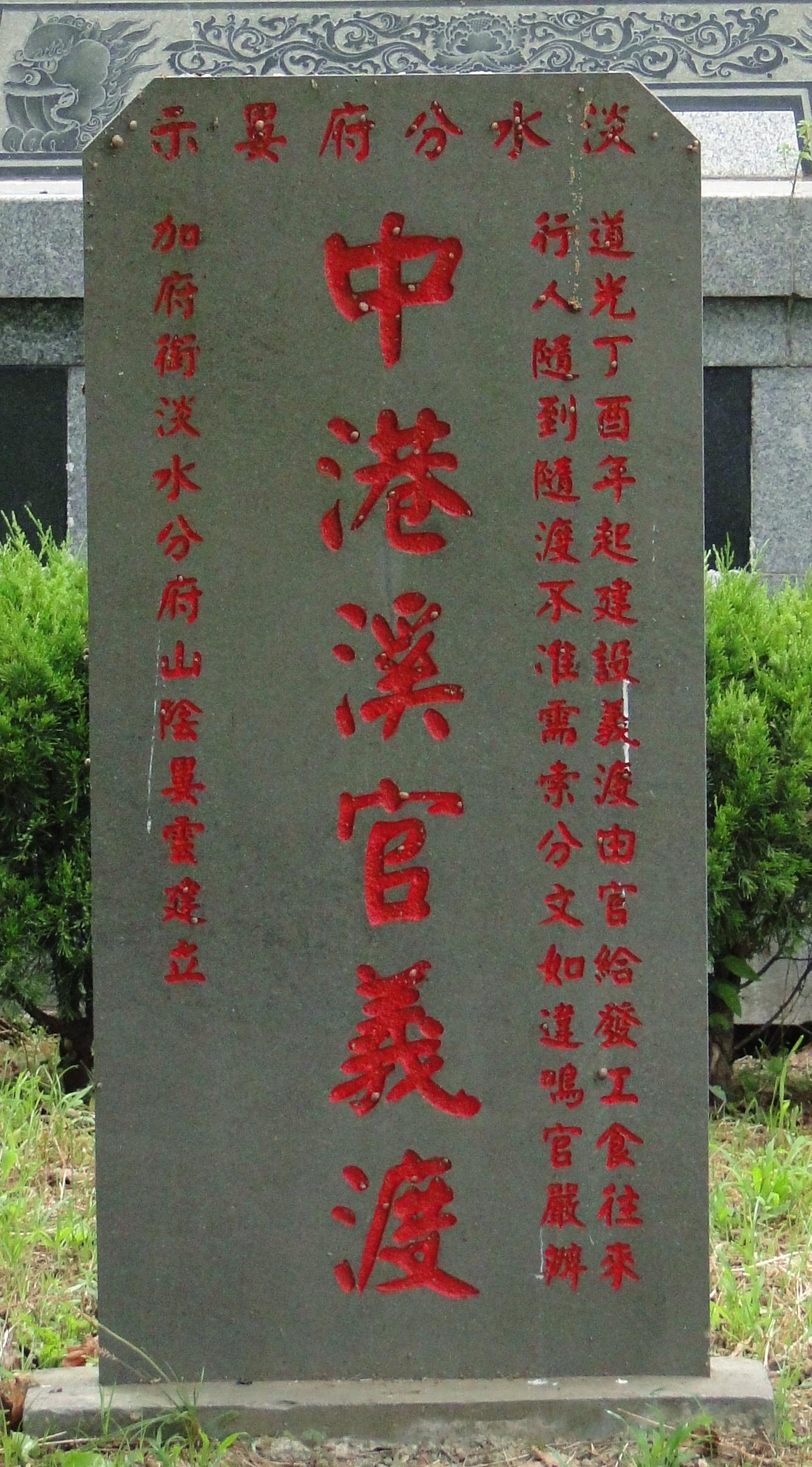
中港溪官義渡碑（原碑已毀損，此為重建的碑），攝於2010年5月。
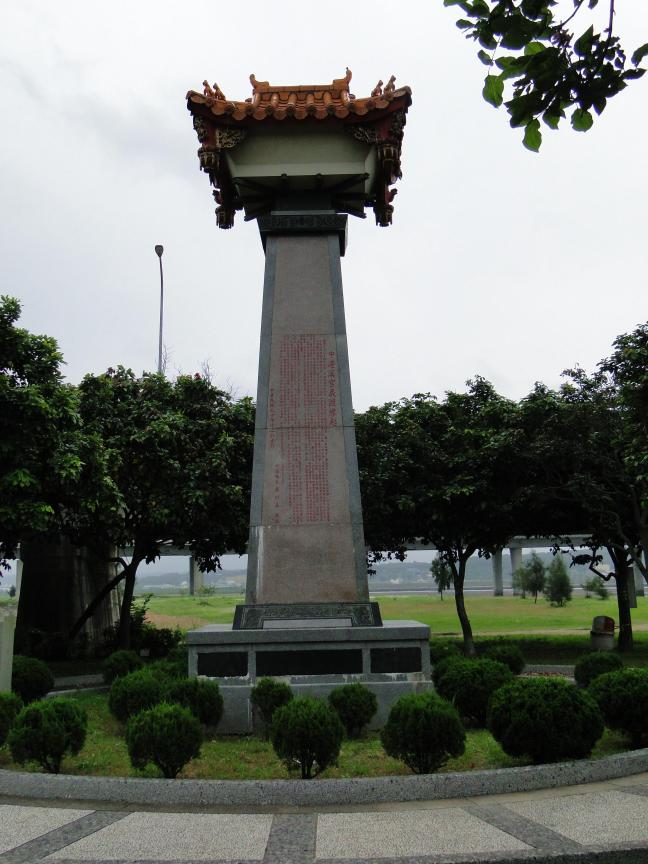
中港溪官義渡紀念亭，上有石刻記載官義渡之緣起，攝於2010年5月。

- 大甲溪義渡

- 房裡溪官義渡

- 八獎溪義渡：設置年代不詳，1923年（大正12年）興建鐵線橋後廢止。

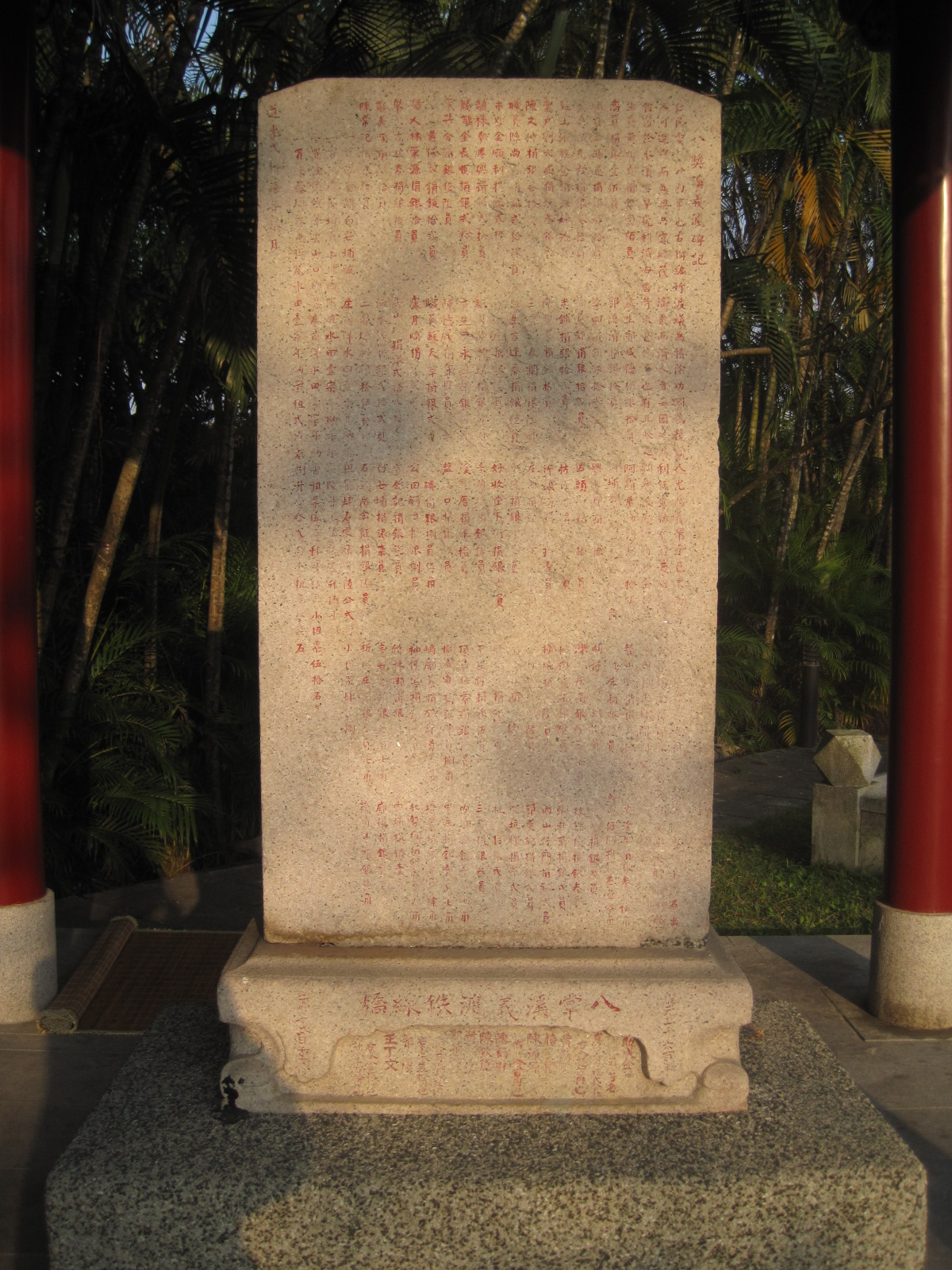
八獎溪義渡碑。

- 阿里港二重溪義渡

- 阿里港二重溪義渡信記。